# 休氏裸胸鱔
休氏裸胸鱔，又稱休氏裸胸鯙，為輻鰭魚綱鰻鱺目鯙亞目鯙科的其中一種，分布於中西太平洋的菲律賓海域，棲息深度可達5公尺，體長可達37公分，為底棲性魚類，屬肉食性，生活習性不明。

## 擴展閱讀
維基物種上的相關：休氏裸胸鱔